# Aphaenogaster flemingi
Aphaenogaster flemingi é uma espécie de inseto do gênero Aphaenogaster, pertencente à família Formicidae.